# Мэннинг, Кевин
Кевин Майкл Мэннинг (англ. Kevin Michael Manning) — австралийский католический епископ. Он служил епископом Парраматты с 1997 по 2010 год и впоследствии носил титул почётного епископа. Ранее он был приходским священником в Батерстской епархии, а с 1991 по 1997 год служил епископом Армидейла.
Мэннинг умер 15 июля 2024 года в возрасте 90 лет.